# Xương hóa
Xương hóa (Bản mẫu:Lang-en) hay tạo xương là quá trình sinh học trong đó mô liên kết mềm (trung mô hoặc sụn) được biến đổi thành xương. Đây là một phần quan trọng của sự phát triển và duy trì hệ xương ở động vật có xương sống.

## Các loại xương hóa
Có hai cơ chế chính:
- Xương hóa màng (Intramembranous ossification): Xảy ra trực tiếp từ mô trung mô mà không qua giai đoạn sụn. Đây là cách hình thành các xương dẹt như xương sọ, xương đòn.
- Xương hóa sụn (Endochondral ossification): Mô sụn hyalin được thay thế dần bằng xương. Đây là cơ chế chủ yếu hình thành xương dài (ví dụ: xương đùi, xương cánh tay).

## Cơ chế
Quá trình xương hóa gồm các bước:
1. Tế bào trung mô biệt hóa thành nguyên bào xương (osteoblast).
2. Nguyên bào xương tiết ra chất nền xương (osteoid).
3. Khoáng hóa: các ion canxi và phosphat kết tinh tạo thành hydroxyapatit.
4. Mô xương sơ cấp dần được thay thế bằng mô xương trưởng thành.

## Ý nghĩa
- Tạo khung nâng đỡ cơ thể.
- Bảo vệ các cơ quan quan trọng (não, tim, phổi).
- Tạo môi trường dự trữ canxi và phosphat.
- Đóng vai trò trong tăng trưởng và sửa chữa xương sau chấn thương.

## Bệnh lý liên quan
Một số rối loạn có thể ảnh hưởng đến quá trình xương hóa:
- Loãng xương – giảm mật độ xương do mất cân bằng giữa tạo xương và hủy xương.
- Còi xương – thiếu vitamin D làm rối loạn khoáng hóa.
- Loạn sản xương – bất thường di truyền trong phát triển xương.
- Cốt hóa bất thường (heterotopic ossification) – xương hình thành ngoài khung xương bình thường.